# 헨리 로열 레가타
헨리 로열 레가타(Henley Royal Regatta)는 잉글랜드 옥스퍼드셔주 헨리온템스 옆 템스강에서 매년 열리는 조정 대회이다. 1839년 3월 26일에 처음 조직되었으며, 영국 왕실이 후원하기 이전에는 헨리 레가타(Henley Regatta)라 불렸다. 
매년 7월 첫째 주말을 마지막 날로 하여 6일 간 진행된다. 영국 조정 협회(British Rowing)와 국제 조정 연맹의 공인을 받지만 이들 기관이 설립되기 이전에 조직된 행사로서 독자적으로 운영되고 있다. 피에르 드 쿠베르탱이 국제 올림픽 위원회를 만들 때 헨리 레가타의 운영위원회를 참조한 것으로 알려져 있다. 또한 헨리 로열 레가타는 잉글랜드의 사교철(social season) 행사 중 하나로 여겨진다.